# 本宿駅 (群馬県)

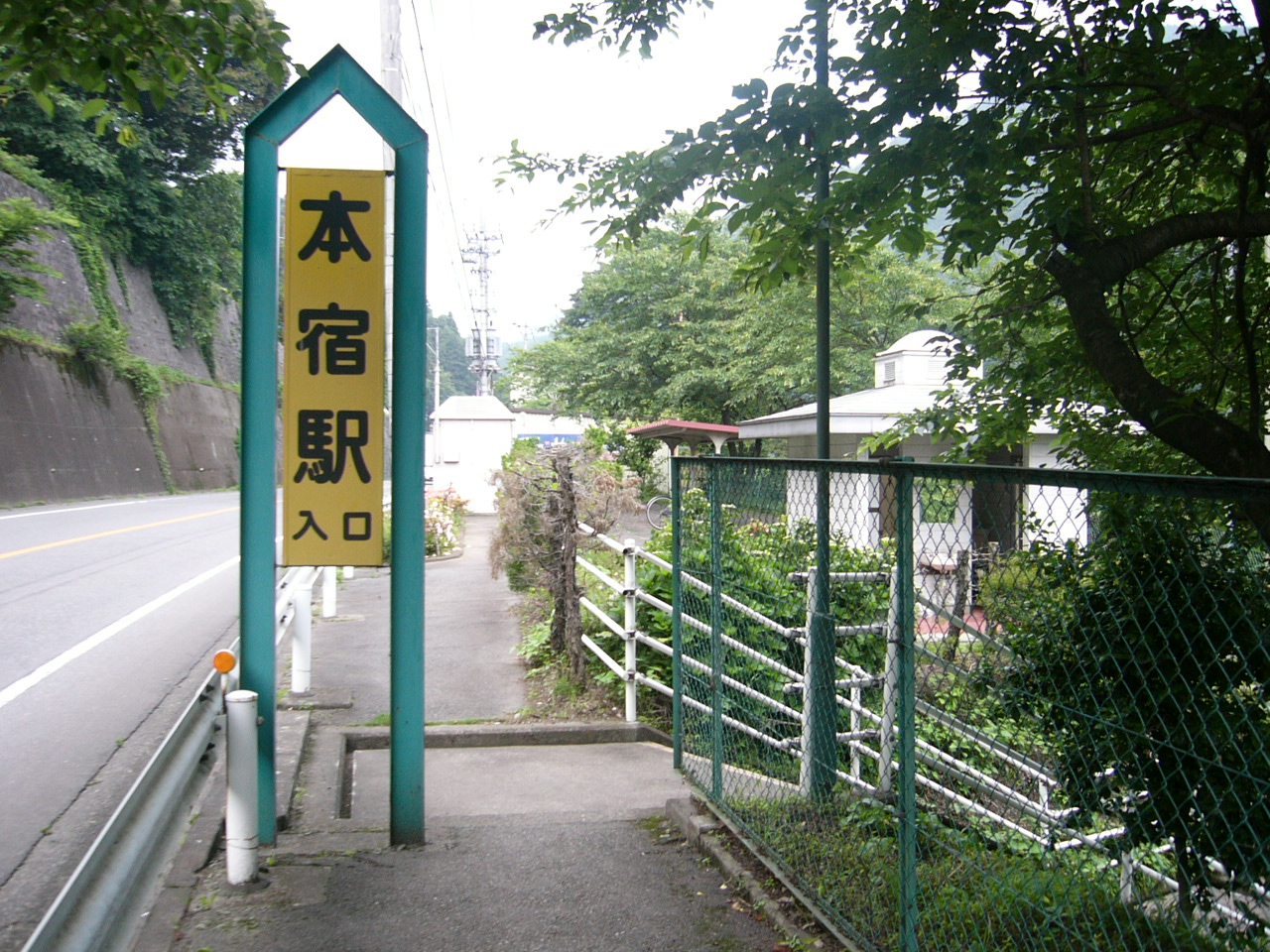
駅入口

本宿駅（もとじゅくえき）は、群馬県桐生市黒保根町宿廻にあるわたらせ渓谷鐵道わたらせ渓谷線の駅である。駅番号はWK07。
近くにある梨木温泉の最寄り駅としても利用される。

## 歴史
- 1989年（平成元年）3月29日：東日本旅客鉄道足尾線の転換と同時に開業[2]。

当駅周辺の住民は、足尾線時代は遠く不便な上神梅駅・水沼駅まで歩かなくてはならなかったため、駅設置を要請していたが、転換を機に新設された。

## 駅構造
単式ホーム1面1線を有する地上駅。無人駅である。

## 利用状況
1日の平均乗降人員は以下の通りである。出典は桐生市統計書より。
| 年度   | 1日平均人数 |
| ------ | ----------- |
| 2009年 | 41          |
| 2010年 | 31          |
| 2011年 | 40          |
| 2012年 | 35          |
| 2013年 | 35          |
| 2014年 | 23          |
| 2015年 | 22          |
| 2016年 | 19          |
| 2017年 | 16          |
| 2018年 | 24          |
| 2019年 | 24          |
| 2020年 | 21          |
| 2021年 | 24          |

## 駅周辺

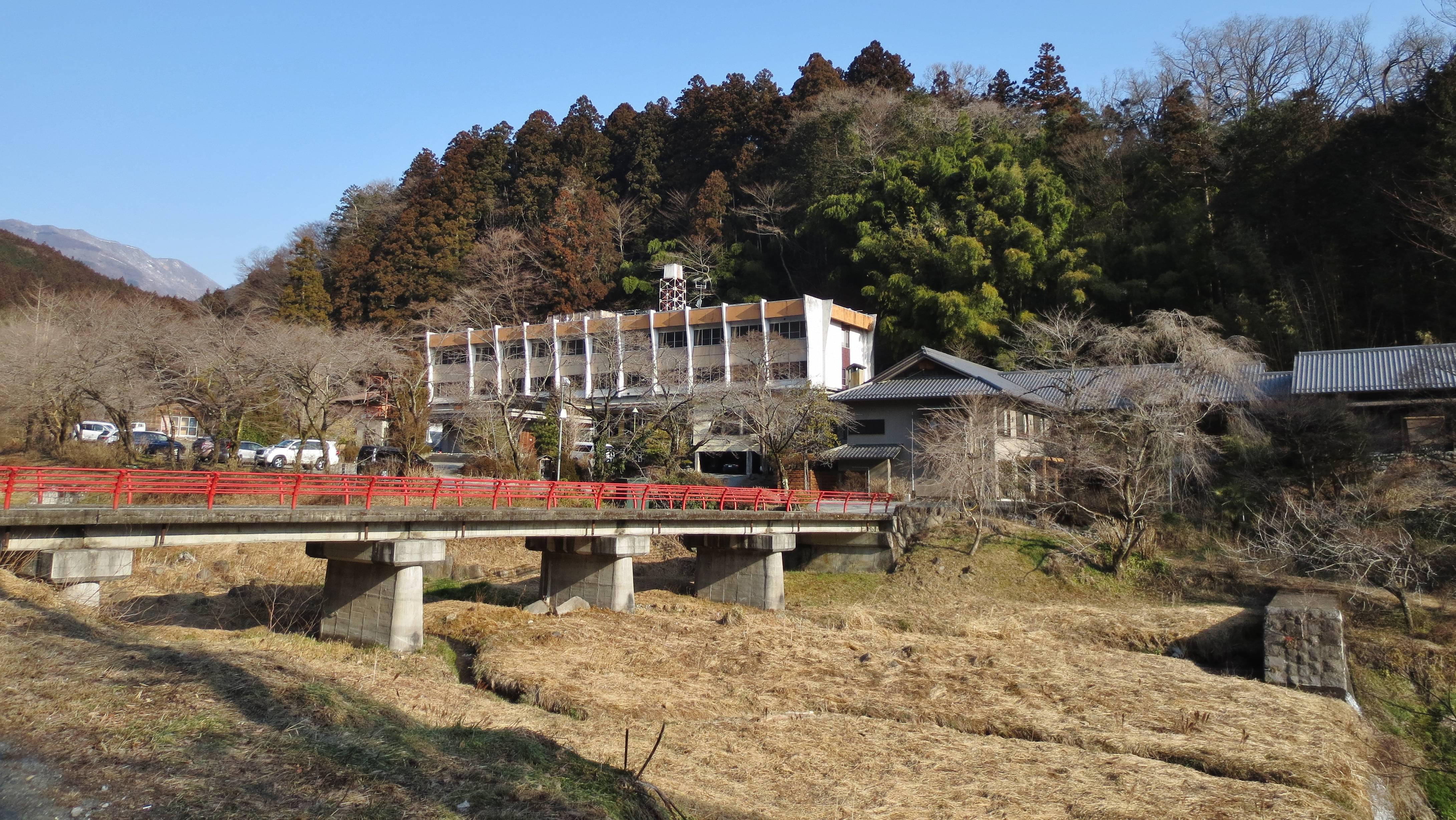
梨木温泉

- 国道122号
- 梨木温泉
- ひまわり団地

## 隣の駅
わたらせ渓谷鐵道
■わたらせ渓谷線
上神梅駅（WK06） - 本宿駅（WK07） - 水沼駅（WK08）